# Б'ярке Інгельс
Б'ярке Бундгард Інгельс (дан. Bjarke Bundgaard Ingels, данська вимова: [ˈpjɑːkə ˈpɔnkɒ ˈe̝ŋˀl̩s] ; нар. 2 жовтня 1974 року) — данський архітектор, засновник і креативний партнер архітектурного бюро Bjarke Ingels Group (BIG).
У Данії Інгельс уславився після того, як спроєктував два житлові комплекси в Ерестаді, новому районі Копенгагена : VM Houses та Mountain Dwellings. У 2006 році він заснував Bjarke Ingels Group, штат якої виріс за 10 років до 400 осіб і яка відзначилася такими проєктами, як житловий комплекс 8 House в Ерестаді, VIA 57 West на Манхеттені, Каліфорнійська штаб-квартира Google Маунтін-Вью (розроблений спільно з Томасом Хевервиком), парк Суперкилен і електростанція Amager Bakke, що працює на відходах, остання включає гірськолижний схил і скеледром на фасаді будівлі.
З 2009 року Інгельс став переможцем численних архітектурних конкурсів. У 2012 році він переїхав до Нью-Йорку, де ще й до проєктування VIA 57 West компанія виграла конкурс на кращий проєкт з поліпшення захисту Манхеттена від повеней після урагану Сенді, а також у свій час проєктувала нову будівлю Світового торгового центру 2. Про Інгельса та його компанію 2017 року знято документальний фільм «Час BIG».
У 2011 році видання Wall Street Journal надало Інгельсу звання «Інноватора року» в галузі архітектури, а в 2016 Time Magazine включив його до "100 найвпливовіших людей

## Походження та ранні роки
Інгельс народився в Копенгагені в 1974 в сім'ї Кнуда Йенсена (дан. Knud Jensen), інженера з волоконно-оптичних кабелів, і матері-дантинстки Єлизабет Інгельс (дан. Elisabet Ingels). Всі троє дітей мають прізвище матері, оскільки це ім'я, за висновком сім'ї, цікавіше.
У 1993 році Б'ярке почав шестирічний курс навчання в Школі архітектури при Датській королівській академії витончених мистецтв. Перші два роки він переважно відточував свої навички малювання, але згодом познайомився з архітектурою. За його словами, він усвідомив, що «архітектура — це не лише форма мистецтва. Вона не може існувати поза соціальними, економічними та політичними обставинами». Його захопила тектоніка та роботи профільних архітекторів: Алвара Аалто, Алвару Сіза та Енріка Міраллеса. Бажання працювати з Міралесом і пожити в Барселоні спонукали Б'ярке вступити до Вищої технічної школи архітектури (ісп. Escola Tècnica Superior d'Arquitectura), що входить до складу Політехнічного університету Каталонії. Однак незабаром він розчарувався в абстрактності та відірваності від реальності ідей у майстерні Міралеса. Проте нове оточення в Барселоні перетворило Інгельса на «цілком нову людину». Там же в Барселоні 1998 року він заснував партнерство ще з чотирма студентами для конкурсної роботи над проєктом з розширення університетського кампусу. Серед десяти фірм вони вийшли у фінал, отримали 90 тисяч доларів на подальше проєктування, але через відсутність спільного бачення не змогли виграти конкурс. Після програшу партнерство розпалося.
1999 року Б'ярке повернувся до Копенгагена, закінчив Академію, після чого влаштувався на стажування в Роттердам у бюро OMA архітектора Рема Колхаса. З архітектурою та книгами Колхаса Б'ярке познайомився ще у Барселоні. Він захопився його ідеями і перейнявся «розумінням архітектури як інструмента суспільства, а не автономної форми мистецтва». Щоб отримати стажування в іменитого архітектора, він ще на п'ятому році навчання зібрав величезне портфоліо експериментальних проєктів, серед яких, наприклад, був проєкт підземного автосалону. Це портфоліо забезпечило йому місце в OMA, де його першою роботою став проєкт Центральної бібліотеки Сіетла, побудованої в 2004.